# Voto de los Concejales de Lyon

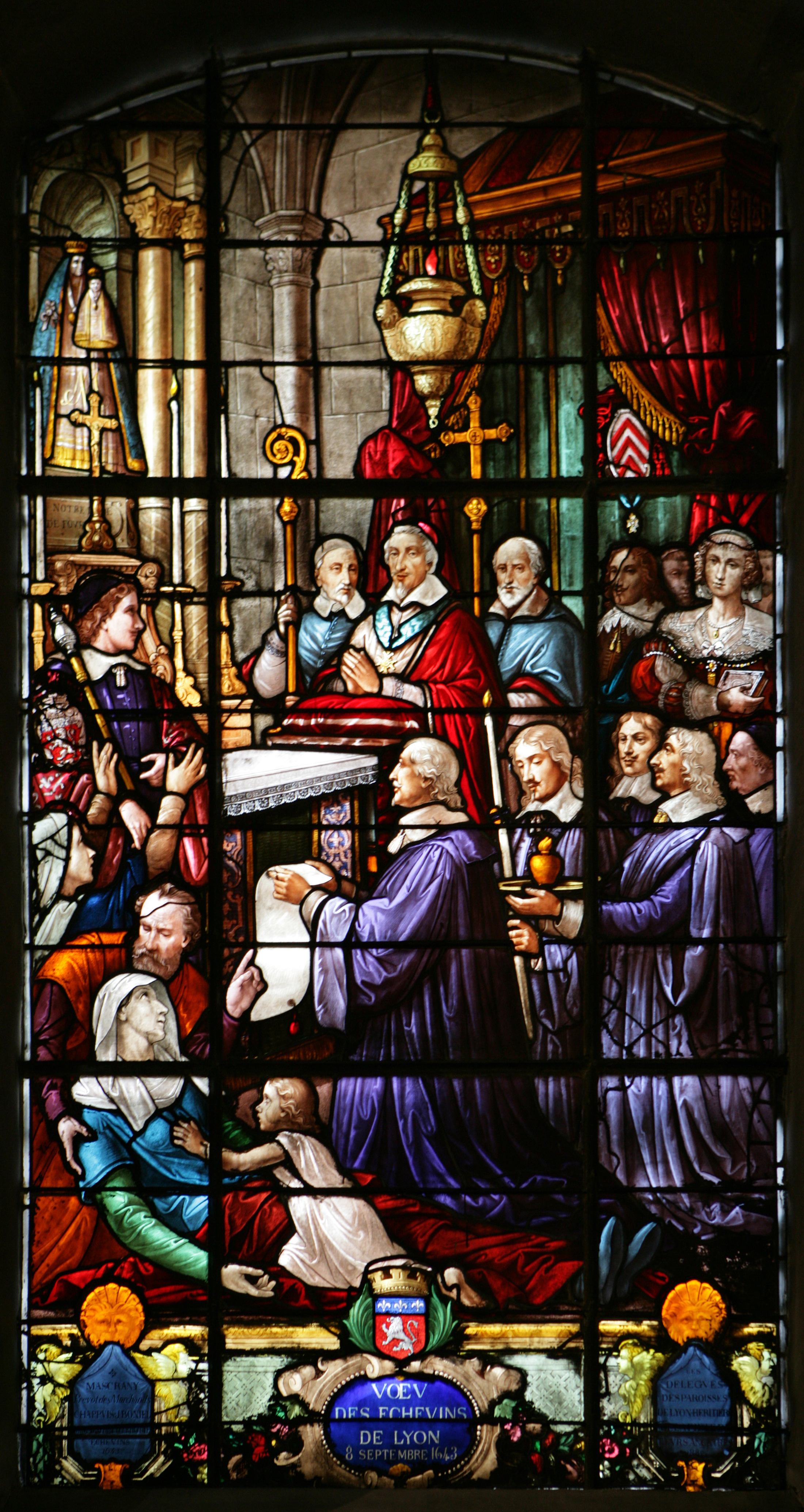
Cuatro concejales adoran a la Virgen en una vidriera de la Basílica de Fourviere, como indica la tradición

El Voto de los Concejales de Lyon (en francés: Vœu des Échevins de Lyon) es una promesa hecha en 1643 por el preboste de los comerciantes de Lyon y cuatro concejales, que juraron rendir cada año homenaje a la Virgen si esta libraba a Lyon de la epidemia de peste que asolaba los pueblos cercanos. Cuando Lyon se libró de dicha epidemia, en parte gracias al progreso en materia de higiene que había habido en la ciudad, el pueblo cumplió su promesa y, desde entonces, Lyon rinde homenaje a la Virgen cada año el 8 de septiembre.

## Contexto histórico
En el siglo XVII, Lyon sufrió varias epidemias de peste, sobre todo en 1628 (la más devastadora), 1631, 1637, 1639 y 1642. El 5 de abril de 1642, probablemente por instigación del preboste de comerciantes Alexandre de Mascrany, se hizo un voto: dos días después tendría lugar una procesión a Notre-Dame de Fourvière, para pedirle a la Virgen que los liberase de la peste. Esta peregrinación tuvo lugar, y se decidió que continuaría anualmente.
El 12 de marzo de 1643, una votación de la misma asamblea les compromete a celebrar la Natividad de María el 8 de septiembre, yendo en procesión a Fourvière para ofrecer un escudo de oro y siete libras de cera blanca, como se había prometido, si la epidemia no llegaba a la ciudad.
Esta ceremonia se mantuvo durante los años, añadiendo una bendición de la ciudad desde lo alto de la basílica; y, aunque, durante el periodo revolucionario fue prohibida, en 1848 fue restablecida por el cardenal de Bonald. Cuando, en 1849, una estatua de la Virgen iba a ser inaugurada en lo alto de la Basílica de Fourviere, esta tradición se asoció a una de las festividades más conocidas de Lyon: la Fiesta de las Luces. Debido al mal tiempo, la inauguración debió retrasarse al 8 de diciembre; y, cuando ese mismo día, parecía que debería suspenderse de nuevo la celebración, los habitantes de la ciudad iluminaron sus ventanas con pequeñas velas, dando lugar a esta nueva tradición.
Durante la Primera Guerra Mundial, para conmemorar la Unión Sagrada, el concejo municipal fue invitado a la ceremonia del 8 septembre 1915.Desde entonces, la tradición de que el Alcalde participe en la Ofrenda sólo se ha roto en tres ocasiones:
- Durante los dos mandatos (1905-1940, 1945-1957) de Édouard Herriot, conocido líder de izquierdas, el alcalde se negó a acudir a la procesión, siguiendo una interpretación estricta de la separación iglesia-estado.[6][7]

- En 2020, el nuevo alcalde de Lyon, de Europa Ecología-Los Verdes, Grégory Doucet, renuncia a participar en el tradicional deseo de los concejales: « En mi interpretación de las reglas del secularismo, dejo que los creyentes lleven a cabo esta ceremonia.», forzando a la Fundación Fourvière a recurrir a Jean-Michel Aulas para sustituir al alcalde, [7]quien, sin embargo, pronunció un discurso al final de la ceremonia. [8]